# 韦尔伯里
韦尔伯里（法語：Verberie，法語發音：[vɛʁbəʁi]），又称韦尔布里，是法国瓦兹省的一个市镇，位于该省东部，属于桑利斯区。

## 地理
韦尔伯里（49°18'38"N, 2°43'53"E）面积15.05 平方千米，位于法国上法蘭西大區瓦兹省，该省份为法国北部内陆省份，北起索姆省，西接厄尔省和滨海塞纳省，南至塞纳-马恩省和瓦兹河谷省，东临埃纳省。
与韦尔伯里接壤的市镇（或旧市镇、城区）包括：里沃库尔、拉克鲁瓦圣旺、隆格伊圣玛丽、拉赖、吕伊、桑蒂讷、圣索沃尔、圣瓦斯特德隆蒙、韦尔伯里新城。

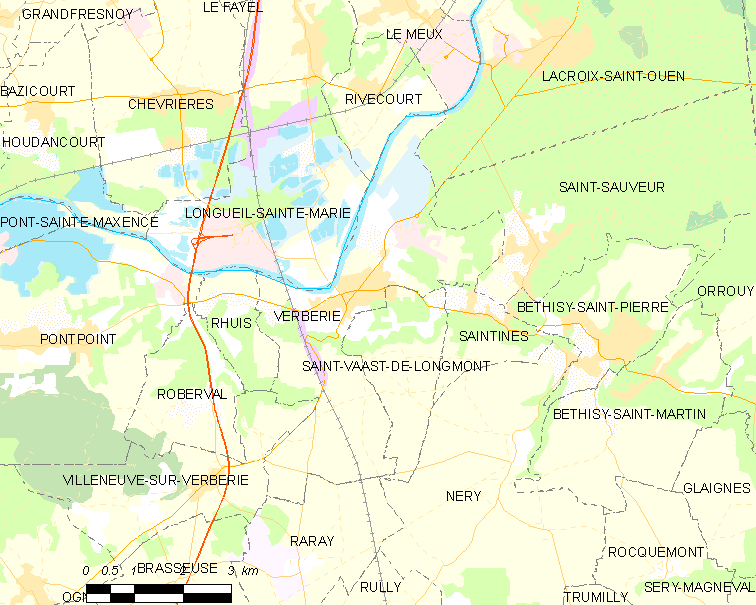
韦尔伯里的OSM定位图

韦尔伯里的时区为UTC+01:00、UTC+02:00（夏令时）。

## 行政
韦尔伯里的邮政编码为60410，INSEE市镇编码为60667。

## 政治
韦尔伯里所属的省级选区为瓦卢瓦地区克雷皮县。

## 人口

1962-2008年间韦尔伯里人口变化图示

韦尔伯里于2022年1月1日时的人口数量为3858人。